# Hrvy

Hrvy, 2016

Hrvy (auch HRVY), Pseudonym von Harvey Leigh Cantwell (* 28. Januar 1999 in Kent, England), ist ein englischer Sänger und Fernsehmoderator. Er moderierte Friday Download auf CBBC von der 7. bis zur 9. Staffel und unterstützte The Vamps bei ihren Tourneen 2018 und 2019. Sein Debütalbum Can Anybody Hear Me? erschien im August 2020.

## Karriere
Seine erste Single Thank You wurde am 8. Februar 2013 veröffentlicht. Im Mai 2014 war Hrvy ein Opening Act für die Girlgroup Little Mix während ihrer Salute-Tournee. Nachdem er im Februar 2017 bei dem Label Virgin EMI unterschrieben hatte, veröffentlichte er die Debüt-EP mit den Singles Holiday und Phobia. Im November 2017 folgte die EP Talk to Ya, die unter anderem die Single Personal enthielt. Personal wurde zum bis dahin populärsten Lied des Sängers. Nach dem Erfolg nahm Hrvy 2017 an einer Weihnachtstournee der Boygroup RoadTrip teil.
Im April 2018 trat Hrvy als Supportkünstler für The Vamps während der Night and Day Tour neben Jacob Sartorius, New Hope Club, Maggie Lindemann und Conor Maynard in Erscheinung. Am 25. April 2018 veröffentlichte er seine Single Hasta luego mit der kubanisch-amerikanischen Sängerin Malu Trevejo. Im Juni 2018 lud DJ Jonas Blue ihn auf die Bühne ein, um den Gesang seiner Hitsingle Mama beim Summer Time Ball von Capital FM zu übernehmen. Er trat auch beim Slice Fest 2018 am Blackpool Pleasure Beach auf.
Im Juli 2018 machte Hrvy eine Headliner-Tournee durch ganz Europa und trat in den USA auf. Im August 2018 wurde er in Brasilien für die BreakTudo Awards 2018 in der Kategorie International New Artist nominiert. Im September 2018 veröffentlichte er I Wish You Were Here, das mit einem Auftritt bei den Teen Awards von BBC Radio 1 beworben wurde. Im Dezember dieses Jahres veröffentlichte Hrvy eine weitere Single, I Don’t Think About You, und spielte seine bisher größte Headline-Show im Eventim Apollo.
Der Erfolg von Hrvy im Jahr 2018 wurde von CelebMix zu einer der Top Success Stories im Jahr 2018 erklärt. Im Juni 2019 arbeitete Hrvy mit der südkoreanischen Boygroup NCT Dream von SM Entertainment zusammen. Der Song Don’t Need Your Love wurde am 6. Juni 2019 veröffentlicht. Später im Jahr 2019 folgten die Songs Younger mit Jonas Blue und Million Ways.
Im Frühjahr 2020 erschien Me Because of You. Im Mai 2020 erschien Unfamiliar mit dem norwegischen Elektro-Trio SeeB und dem britischen Pop-Trio Goodboys. Im Juni 2020 folgte der Song Be Okay mit dem niederländischen DJ R3hab.
Am 20. November 2020 wurde sein Debütalbum Can Anybody Hear Me? veröffentlicht. Der erste Song daraus namens Nevermind erschien bereits Ende Juli 2020. Am 4. September 2020 veröffentlichte Hrvy den Song Good Vibes mit Matoma.

## Diskografie

### EPs
- 2017: Holiday (Universal)
- 2017: Talk to Ya (Universal)
- 2021: 1 Day, 2 Nights (BMG Rights Management (UK), Ltd.)

### Singles
- 2014: Thank You (als Harvey)
- 2017: Holiday (feat. Redfoo)
- 2017: La La La La (Means I Love You) (feat. Stylo G)
- 2017: Phobia
- 2017: Talk to Ya
- 2017: I Won’t Let You Down
- 2017: Personal (US: Gold)
- 2018: Hasta luego (mit Malu Trevejo)
- 2018: I Wish You Were Here
- 2018: I Don’t Think About You
- 2019: So Good (Remix) (mit Danna Paola)
- 2019: Told You So
- 2019: I Miss Myself (mit NOTD)
- 2019: Don’t Need Your Love (mit NCT Dream)
- 2019: Younger (mit Jonas Blue)
- 2019: Million Ways
- 2020: Me Because of You
- 2020: Unfamiliar (mit SeeB & Goodboys)
- 2020: Be Okay (mit R3hab)
- 2020: Nevermind
- 2020: Good Vibes (mit Matoma)
- 2021: 1 Day, 2 Nights
- 2023: All or Nothing (mit Topic)[8]

## Auszeichnungen für Musikverkäufe
| Goldene Schallplatte - Brasilien - 2024: für die Single Younger - Polen - 2024: für die Single All or Nothing | Platin-Schallplatte - Brasilien - 2024: für die Single Personal |

Anmerkung: Auszeichnungen in Ländern aus den Charttabellen bzw. Chartboxen sind in ebendiesen zu finden.
| Land/RegionAuszeichnungen für Musikverkäufe (Land/Region, Auszeichnungen, Verkäufe, Quellen) | Silber  | Gold     | Platin  | Verkäufe | Quellen             |
| -------------------------------------------------------------------------------------------- | ------- | -------- | ------- | -------- | ------------------- |
| Brasilien (PMB)                                                                              | —       | Gold1    | Platin1 | 60.000   | pro-musicabr.org.br |
| Polen (ZPAV)                                                                                 | —       | Gold1    | —       | 25.000   | olis.pl             |
| Vereinigte Staaten (RIAA)                                                                    | —       | Gold1    | —       | 500.000  | riaa.com            |
| Vereinigtes Königreich (BPI)                                                                 | Silber1 | —        | —       | 200.000  | bpi.co.uk           |
| Insgesamt                                                                                    | Silber1 | 3× Gold3 | Platin1 |          |                     |